# Гурдичи (община Соколац)
Гурдичи (на сръбски: Гурдићи) е село в Босна и Херцеговина, разположено в община Соколац, в ентитета на Република Сръбска. Населението му според преброяването през 2013 г. е 21 души, от тях: 21 (100 %) бошняци. До 1992 г. селото е част от община Олово.

## Население
Численост на населението според преброяванията през годините:
- 1961 – 384 души
- 1971 – 411 души
- 1981 – 404 души
- 1991 – 362 души
- 2013 – 21 души